# Боттенбах
Боттенбах (нім. Bottenbach) — громада в Німеччині, розташована в землі Рейнланд-Пфальц. Входить до складу району Південно-Західний Пфальц. Складова частина об'єднання громад Пірмазенс-Ланд.
Площа — 6,15 км2. Населення становить 738 ос. (станом на 31 грудня 2020).